# Matafetu Smith
Matafetu Togakilo Smith (* ca. 1925) ist eine Weberin und Gemeinschaftsaktivistin aus Niue, eine isolierte Koralleninsel im Südpazifik in der Nähe von Tonga, 2400 km nordöstlich von Neuseeland. Sie gründete die erste Niuesische Webergruppe in Auckland, ihre Arbeiten sind in den Sammlungen des Auckland War Memorial Museum und des Museum of New Zealand Te Papa Tongarewa vertreten.

## Leben
Matafetu Smith bildete 1984 die erste Gruppe Niueischer Weber in Auckland unter dem Namen Tufuga Mataponiu a Niue. Sie leitete letztlich mehrere Frauengruppen aus verschiedenen Dörfern in Niue. Ihre Schwester Eseta Patii war ebenfalls Weberin. Smith ist zudem auch Tänzerin und Choreographin und arbeitet mit Tanzgruppen von Frauen. Sie war Koordinatorin des Niue Village beim Pasifika Festival und 2000 nahm sie am Pacific Arts Festival in Nouméa teil. 2007 begleitete Smith den damaligen Generalgouverneur von Neuseeland, Anand Satyanand, nach Niue, wo ein Symposium über die Webkunst von Niue veranstaltet wurde. 2009 wurde sie zusammen mit Frances Hartnell ins Creative New Zealand’s Pacific Arts Committee berufen.

## Vermächtnis
Das Auckland War Memorial Museum besitzt eines von Smiths Designs. Zwei gewebte Stücke befinden sich in der Sammlung des Te Papa: ein Korb „Kato Fuakina“ und ein „’ei“ (Kopfputz). Arbeiten der von Smith geleiteten Webgruppen befinden sich zudem in der Sammlung der University of Auckland.

## Ehrungen
- Creative New Zealand Senior Pacific Artist Award[12]